# Habitatge a Miramar 2
L'Habitatge a Miramar 2 és una obra de Figuerola del Camp (Alt Camp) protegida com a Bé Cultural d'Interès Local.

## Descripció
Aquest edifici està situat al carrer principal del nucli de Miramar. És una casa entre mitgeres i la seva situació, damunt mateix un penya-segat, fa que tingui dos nivells constructius. La façana que dona al carrer, de gran extensió, té planta i pis i presenta escasses obertures, distribuïdes irregularment. La porta d'accés té arc carpanell, a la dovella central del qual figura la data 1805. Damunt la porta s'obre un balcó rectangular amb llinda de fusta, de poca volada. La façana posterior presenta quatre nivells i distribució irregular de les obertures. L'edifici es corona amb un ràfec doble o cobertura de teula. El material de construcció és el paredat arrebossat i pintat.

## Història
Miramar va ser de d'antic un lloc d'assentament. L'època de màxima expansió va produir-se el segle xviii, la qual cosa fa pensar que la data de 1805 que apareix a la llinda de la porta correspon a una restauració sobre una edificació molt anterior.
En l'actualitat, l'edifici ha perdut la seva funció de residència habitual, en transformar-se Miramar en conjunt en un nucli d'estiueig.